# Bastidor (vehículo)

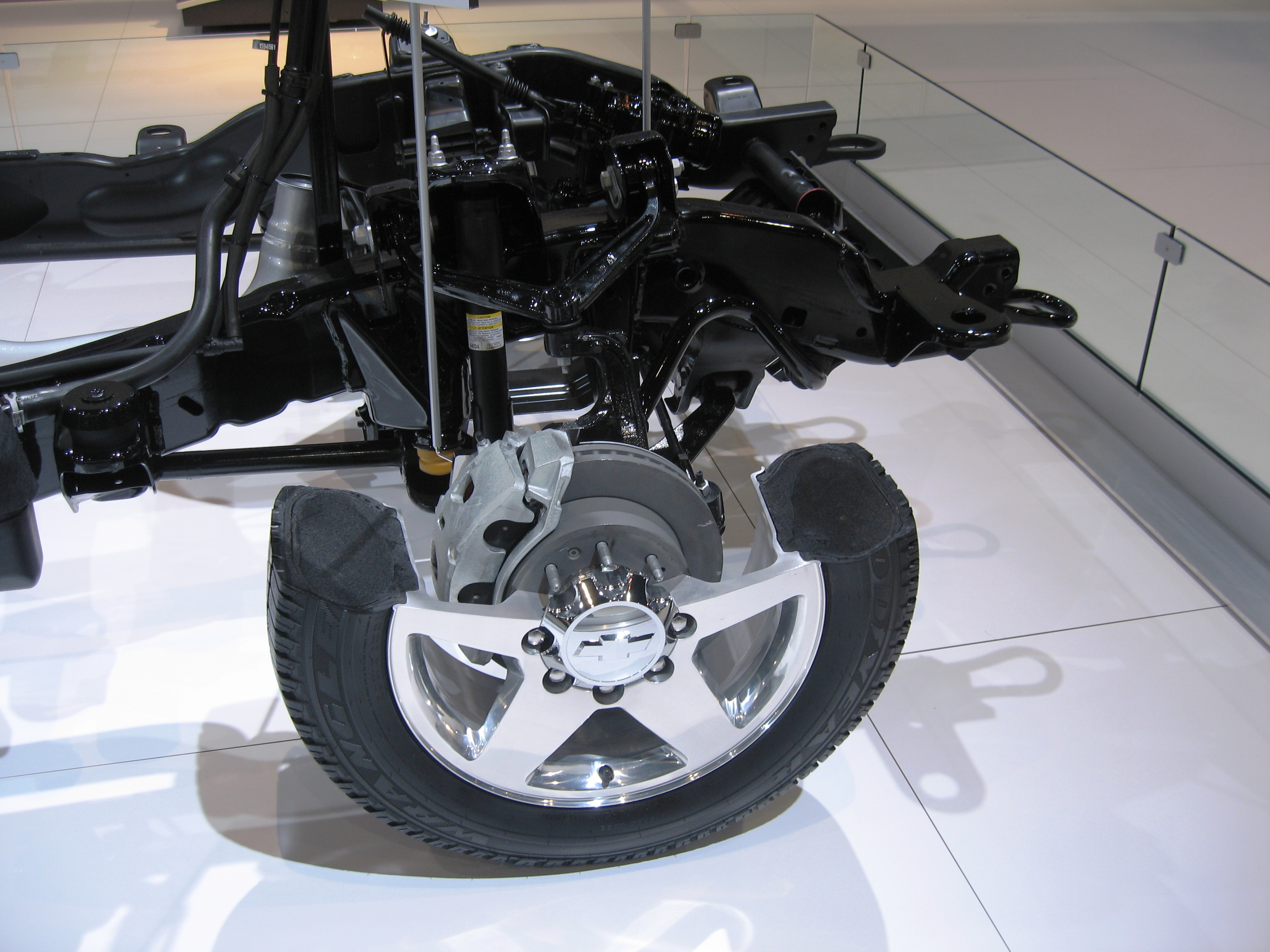
Corte transversal de un bastidor Chevy Silverado HD 2011.

Un bastidor o chasis (que es parte de un chasis pero es más conocido como tal por su importancia en el chasis), es una estructura compuesta por largueros (vigas longitudinales) y travesaños (vigas transversales) a la que de una forma u otra se deben fijar todos los elementos y grupos mecánicos que conforman un automóvil, como el motor, los grupos de transmisiones, los ejes de carrocerías, etc.
A partir de la década de 1950, el empleo del bastidor se ha limitado principalmente a los vehículos todo-terreno, camiones, camionetas grandes y algunas camionetas livianas, y se ha sustituido en la mayoría de los automóviles por carrocerías monocasco, en las que bastidor y carrocería quedan integrados en un única estructura (generalmente de acero), de la que no pueden separarse.
Es importante recalcar que el bastidor (que forma parte del chasis) es totalmente independiente de la carrocería, aporta gran rigidez y soporta grandes esfuerzos sin que influya su alineación durante la marcha por las irregularidades del camino.

## Construcción
Hay tres diseños principales de los largueros (viga) del bastidor. Estos son:
- Canal C
- Caja cerrada
- Canal U

### Canal C
El bastidor de canal, en forma de C, es fuerte pero flexible y además es muy difícil de romper; se emplea en camiones y en zonas de automóviles convencionales donde se necesita resistencia y cierto grado de flexión.

### Caja cerrada
La construcción de caja se emplea en muchos bastidores convencionales, en especial cuando se necesita resistencia adicional; la sección de caja se construye con dos secciones de canal en forma de C. Los largueros de caja del bastidor se hacen soldando dos vigas en ambos extremos para formar un tubo rectangular.

### Canal U
El diseño de canal en forma de U, por lo general en lata más ligera, se utiliza en las carrocerías unitarias tipo monocasco para formar los largueros inferiores, que se hacen al soldar por puntos un canal con cejas en el piso de la carrocería o en el panel interno del pasarrueda. En los diversos travesaños se pueden utilizar complementos tubulares y viguetas.

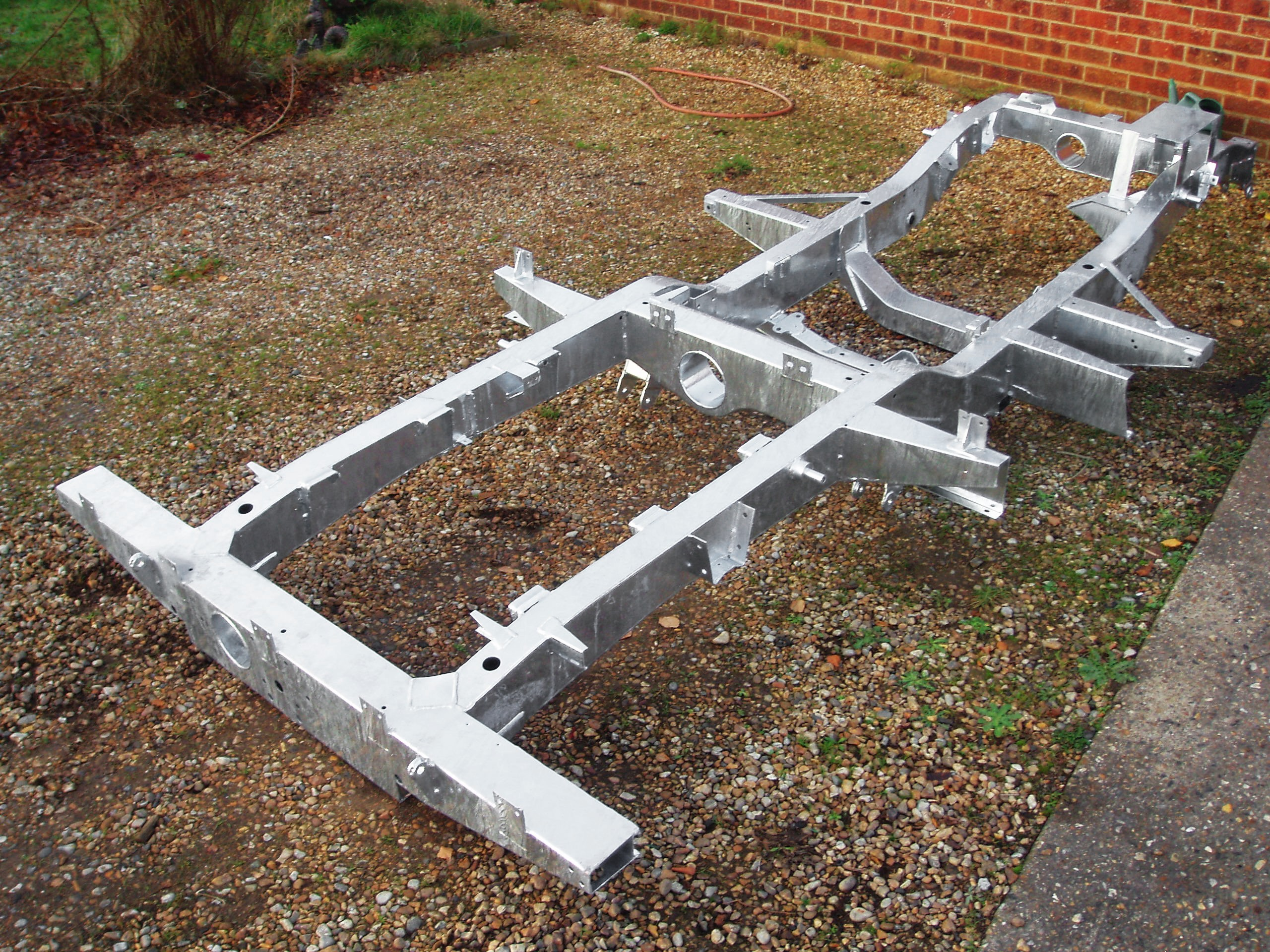
Bastidor galvanizado de un Land Rover Serie III.

Puede haber bastidores de diferentes metales como hierro principalmente, pero también en aluminio.

## Tipos
Todos los vehículos automotores requieren la estructura de bastidor para formar el chasis y tener la suficiente resistencia para soportar la carrocería, el motor, la unidad motriz y las suspensiones. Estos elementos estructurales pueden ser un bastidor separado, en el caso de los bastidores convencionales, o pueden estar soldados como parte de la lámina del piso en la carrocería unitaria.
Estructura convencional (carrocería sobre bastidor)
- Escalera
- Perimetral

Estructuras monocasco (soldados como parte de la lámina del piso en la carrocería unitaria)
- Semiunitaria
- Unitaria

### Estructura convencional
Los vehículos convencionales son de construcción muy pesada y costosa. Por tanto, el empleo de bastidor convencional se limita a vehículos como automóviles todoterreno, vehículos deportivos utilitarios, camiones y en la mayoría de las camionetas grandes y algunas de las camionetas livianas, así como varios automóviles estadounidenses. Como el bastidor es el elemento estructural del vehículo, debe soportar el peso y los esfuerzos de cada componente y el de la carga que soporta. El diseño de carrocería con bastidor convencional o independiente permite que el bastidor se flexione o se tuerza con la carga. Por ejemplo, un camión puede llevar una carga pesada cuando transita en suelo disparejo en una obra de construcción.

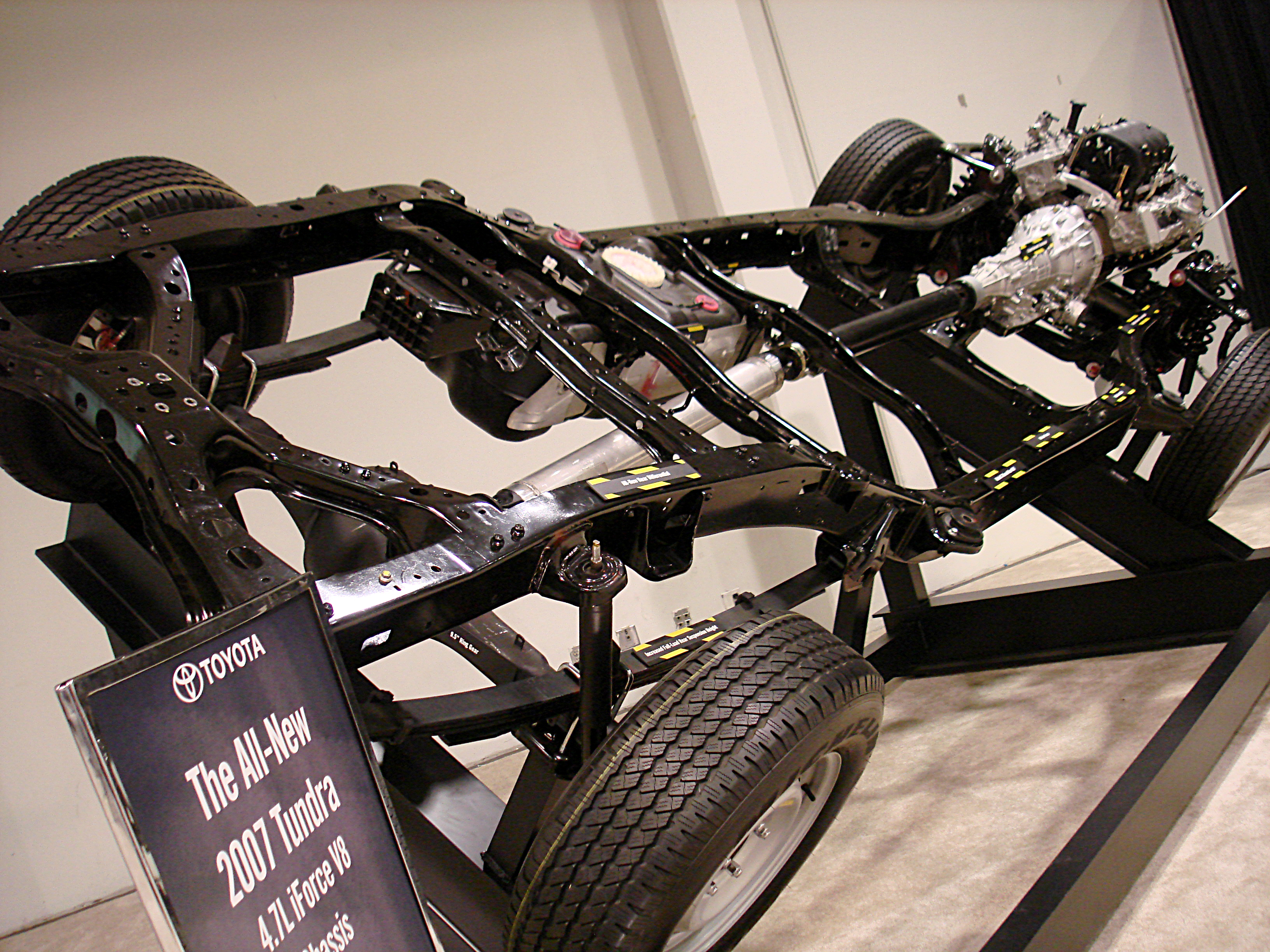
Chasis de un Toyota Tundra del 2007 muestra un bastidor con travesaño en forma de x en la parte posterior (izquierda).

Los largueros del bastidor están unidos entre sí con travesaños. El travesaño más fuerte (llamado a veces puente) está montado en el frente del bastidor para soportar el motor y la suspensión delantera. Cada travesaño se remacha o se suelda en los largueros.
Todos los bastidores, convencionales o unitarios, son más estrechos en la parte delantera a fin de permitir que las ruedas puedan girar a los lados con el vehículo en marcha y, de todos modos, mantener la misma rodada (distancia entre ruedas) que en las ruedas traseras. La mayor anchura del bastidor en la parte trasera distribuye el peso de la carrocería y la carga más cerca de las ruedas traseras para dar mayor estabilidad.
En el transcurso de los años se han utilizado muchos diseños de bastidor; dos de los más comunes son el de escalera y el perimetral. El tipo de escalera se ha utilizado siempre en camiones pesados. El tipo perimetral se utiliza en algunos automóviles grandes y la mayoría de las camionetas, pues su perímetro ofrece máxima protección para los ocupantes y la carrocería en caso de choque de costado. Con este bastidor, que es un poco más ancho, se logra una estabilidad un poco mayor para el vehículo. La sección central del bastidor para automóviles y camionetas es deprimida, a fin de tener un punto de equilibrio más bajo y menor altura total del vehículo, para mayor estabilidad. Los largueros tienen una curvatura hacia arriba a fin de tener espacio para las suspensiones pero los camiones pesados no las tienen. La mayoría de las camionetas livianas usan estructuras semiunitarias o unitarias.

### Materiales
Las propiedades de resistencia y rigidez del material resultan de primordial importancia, en general, el acero se clasifica con resistencia muy alta si se le compara con los materiales con que compite para fabricar bastidores. Sin embargo, en ocasiones es mejor tomar en cuenta algo más que sólo resistencia a punto cedente, resistencia máxima a esfuerzo de tracción o sólo resistencia debida a la durabilidad. 
La totalidad del diseño se puede realizar con varios materiales posibles con el fin de evaluar el rendimiento general.
La rigidez de una estructura o un armazón, y no la resistencia, suele ser el factor determinante en el diseño. En estos casos, la rigidez del material, indicada por su coeficiente de elasticidad, es el factor más importante, algunas veces es necesario evaluar la relación rigidez a densidad, a la que se le llama rigidez específica.